# Felix Bornemann (Politiker)

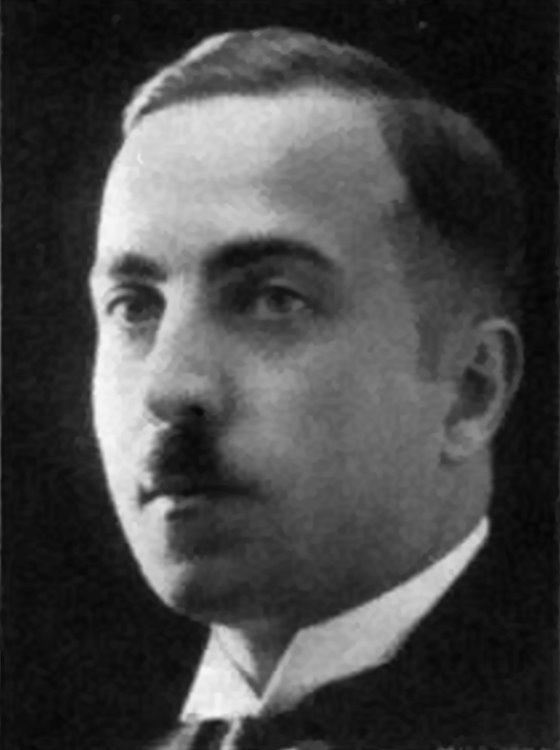
Felix Bornemann (1938)

Felix Bornemann (* 2. März 1894 in Znaim, Österreich-Ungarn; † 27. November 1990 in Regensburg) war ein sudetendeutscher Politiker (NSDAP).

## Leben und Wirken
Nach dem Besuch der Volksschule und des Obergymnasiums in Znaim studierte Felix Bornemann an der Deutschen Technischen Hochschule in Brünn Maschinenbau und Elektrotechnik und später an der Deutschen Universität in Prag Rechtswissenschaften. Ein Hochschulabschluss gelang Bornemann jedoch nie. Im Ersten Weltkrieg brachte Bornemann es als Leutnant der Reserve zum Maschinengewehrzugskommandanten.
Von 1918 bis 1924 war Bornemann Hauptschriftleiter des Znaimer Tagblatts und der Südmährischen Rundschau. Ab 1921 unterrichtete er an der Sealsfied-Volkshochschule in Znaim und ließ sich 1924 als selbständiger Buchhändler, Antiquar und Firmeninhaber (Fournier & Haberle) in Znaim nieder. Außerdem bekleidete er verschiedene wichtige Ehrenämter in völkischen Kampfverbänden sowie in kulturellen und wirtschaftlichen Körperschaften Südmährens. Im Oktober 1918 übernahm Bornemann Aufgaben als Funktionär der DNSAP und zwar von 1918 bis 1933 als Leiter des Kreises Südmähren und Ortsgruppenleiter in Znaim. Im April 1935 schloss er sich der Sudetendeutschen Partei (SdP) an, die sich 1938 – nach der Annexion der Sudetengebiete durch das nationalsozialistische Deutsche Reich – auflöste. Am 24. Januar 1939 beantragte er die Aufnahme in die NSDAP und wurde rückwirkend zum 1. November 1938 aufgenommen (Mitgliedsnummer 6.570.980). Er baute die NSDAP-Organisation in Znaim auf und fungierte seit 1938 als deren Kreisleiter.
Zwischen 1918 und 1938 ist Bornemann wegen politischer Delikte in der Tschechoslowakei wiederholt verhaftet bzw. zu Haftstrafen verurteilt worden. Beispielsweise verbrachte er 1938 bis zum deutschen Einmarsch am 1. Oktober fünf Monate in Haft.
Anlässlich der am 4. Dezember 1938 stattfindenden Sudetendeutschen Ergänzungswahl zu dem im April 1938 gewählten Reichstag zog Bornemann in den nationalsozialistischen Reichstag ein, dem er bis zum Ende der NS-Herrschaft als Vertreter des Sudetengebietes angehörte. In der SS erreichte er im November 1943 den Rang eines SS-Obersturmbannführers (SS-Nr. 314.152).
Nach Kriegsende wurde er im Kreisgericht Znojmo (dt. Znaim) in Untersuchungshaft genommen, und im April 1947 wurde dort ein Verfahren gegen ihn durchgeführt. Er kam 1955 aus der Tschechoslowakei in die Bundesrepublik Deutschland und betätigte sich unter anderem als Funktionär/Heimatkreisbetreuer der Sudetendeutschen Landsmannschaft des Kreises Znaim-Südmähren.
Mangels anderer Abschlüsse gelang es ihm 1956 den Titel „Architekt“ zu erwerben. Voraussetzung dafür war eine Sonderregelung: Allein die Planung und Durchführung des Baus eines Einfamilienhauses (seines Sohns und seiner Schwiegertochter, wo auch er viele Jahre lebte) in Stuttgart genügten dafür und auch für die Aufnahme in die Architektenkammer. Tatsächlich hat er diesen Beruf sonst nie ausgeübt. Er widmete sich ausschließlich seiner „Arbeit“ in der Südmährischen und Sudetendeutschen Landsmannschaft.
Sein national-sozialistisches Gedankengut hat er nie aufgegeben.
Er plante 1940 in Znaim „den Horst-Wessel-Platz zu einer Gedenkstätte der Gefallenen des Weltkrieges und jener des jetzigen großen Ringens umzuwandeln und dafür ein Denkmal aus der Hand des Künstlers Hugo Lederer zu erwerben“. In Geislingen/Steige richtete er 1971 eine Ausstellung zum 100. Geburtstag von Hugo Lederer aus und hielt eine Ansprache, in der er wahrheitswidrig behauptete, Lederers „letzte Arbeit galt einem Ehrenmal für die Gefallenen beider Weltkriege in seiner Vaterstadt Znaim.“ Er verfasste eine Broschüre auf der Basis einer Publikation von 1931, ohne diese zu erwähnen. In dieser Broschüre verbreitete er mehrere unbewiesene Behauptungen, u. a. dass Lederers Plastik „Die Tänzerin Anna Pawlowa ein Reh fütternd“ im Garten von Hitlers Reichskanzlei aufgestellt gewesen sei.